# Jeff Perry Conversions
Jeff Perry Conversions war ein britischer Hersteller von Automobilen.

## Unternehmensgeschichte
Das Unternehmen aus Blaby in der Grafschaft Leicestershire begann Ende der 1960er Jahre mit dem Vertrieb von Kits von GP. Außerdem entstand Zubehör für Fahrzeuge von Austin-Healey, Lenham, MG und Triumph. 1969 begann die eigene Produktion von kompletten Automobilen. Der Markenname lautete JPC. 1970 endete die Produktion. Insgesamt entstanden etwa acht Exemplare.

## Fahrzeuge
Im Angebot stand das Modell Buggy, ein VW-Buggy. Er ähnelte dem GP Buggy.